# Hoskuld Dala-Kollsson
Hoskuld Dala-Kollsson var hövding i Laxdalen i västra Island. Han figurerar i början av både Njáls saga och Laxdalingarnas saga.
Hans mor hette Torgerd och var mycket rik. När Hoskulds far Dala-Koll dog flyttade hon till Norge ett tag och fick Hoskulds bror Hrut Herjolvsson med en man där. Hoskuld var då knappt mer än ett barn men redde sig ändå väl själv.
Hoskuld Dala-Kollsson gifte sig med en kvinna som hette Jorunn. De fick två söner som hette Torleik och Bard, och en dotter som hette Hallgerd.
Omkring 937 köpte Hoskuld en trälkvinna på Brännö slavmarknad som sades vara dövstum, och tog henne som frilla. De fick en son som hette Olav (senare känd som Olav påfågel). Det visade sig sedan att Olavs mor visst kunde tala. Hon var en irländsk prinsessa som hette Melkorka.